# Kang Mi-reu
Pour les articles homonymes, voir Kang.
Dans ce nom coréen, le nom de famille, Kang, précède le nom personnel.
Kang Mi-reu, née le 16 février 2002, est une taekwondoïste sud-coréenne, championne du monde en 2021.

## Biographie
Kang Mi-reu remporte la médaille d'argent dans la catégorie des moins de 46 kg aux Championnats d'Asie de taekwondo 2021 à Beyrouth, s'inclinant en finale contre l'Iranienne Negar Esmaeili.
Elle est médaillée d'or dans la catégorie des moins de 46 kg aux Championnats du monde féminins de taekwondo 2021 à Riyad, battant en finale la Russe Anastasiia Artamonova.